# Ballana delea
Ballana delea är en insektsart som beskrevs av Delong 1937. Ballana delea ingår i släktet Ballana och familjen dvärgstritar. Inga underarter finns listade i Catalogue of Life.